# 재팬 타임스

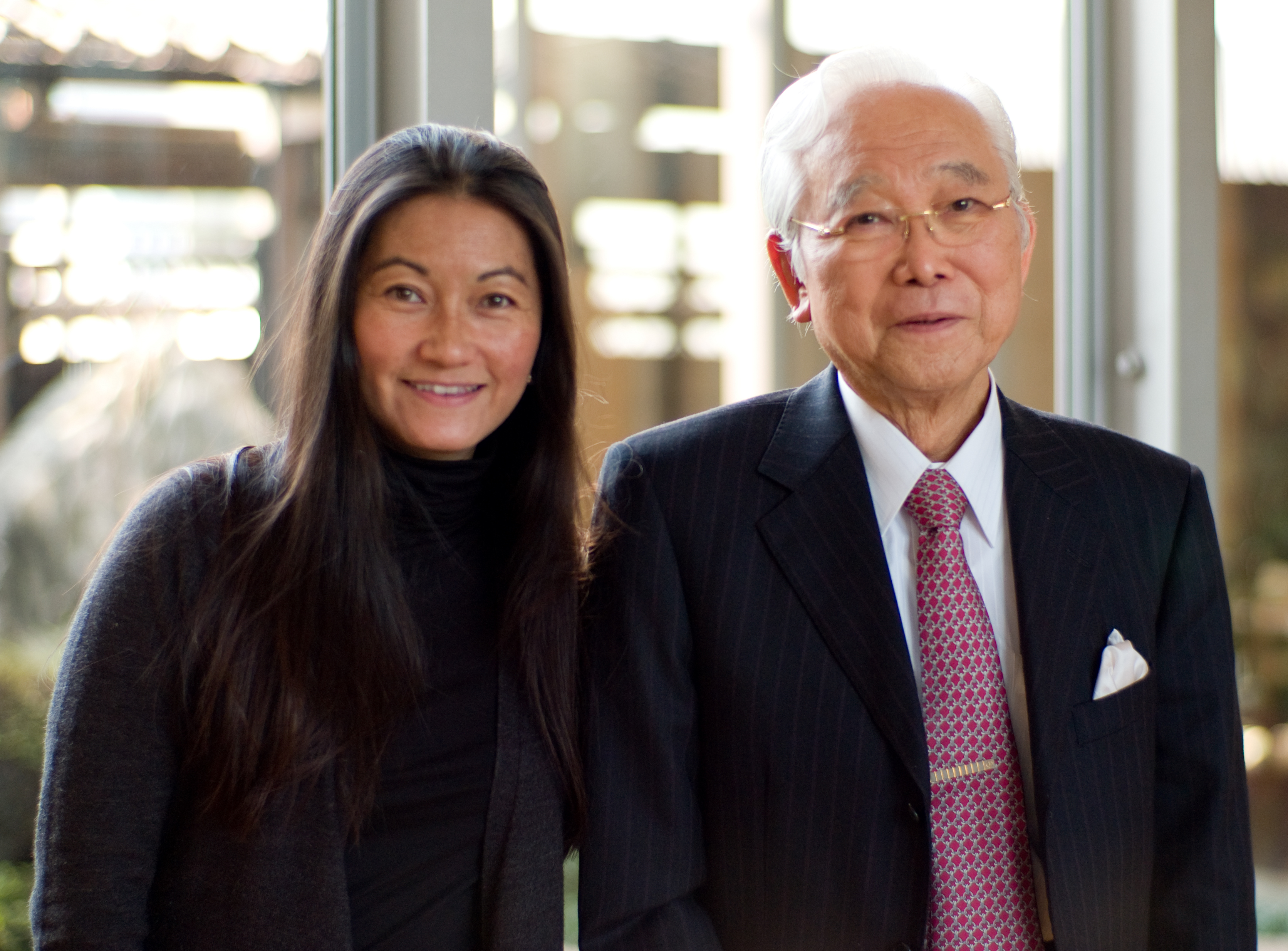
재팬 타임스의 사장인 오가사라와 유키코와 출판인이자 회장인 그의 아버지 오가사와라 도시아키.

재팬 타임스(The Japan Times)는 일본의 '주식회사 재팬타임즈'(株式会社ジヤパンタイムズ)에서 발행되는 영자 신문이다. 요미우리 신문이나 아사히 신문 등의 일본어 출판 업계와는 관계가 없다. 모토는 "공정한 모든 기사 ("All the News Without Fear or Favor")", "일본의 세상을 보는 창 ("The World's Window on Japan")"이다.
1897년 3월 22일 즈모토 모토사다(頭本元貞)를 주필로 창간되었다. 당시 일본 국민들로 하여금 새소식과 시사문제를 영어로 읽고 논하게 하여, 일본이 국제사회의 일원으로 발돋움하는데 힘쓴다는 것이 창간 목적이었으며, 이토 히로부미의 지원을 받았다. 원래는 일본 정부의 관제를 받지 않는 독립지였으나, 1931년 중일전쟁에 즈음하여 일본 정부가 직접 나서 정책 동조에 나서도록 압력하기 시작하였다. 1933년에는 일본 외무성이 옛 아시다 히토시를 주필로 지명하기도 하였다. 태평양 전쟁 당시에는 일본 정부의 선전지와 대변지로 전락하였다. 이 당시 발행부수는 약 825,000부였다.
1918년에는 <재팬 메일> (Japan Mail)과 합병되면서 <재팬 타임스 앤 메일> (The Japan Times and Mail)이라는 이름을 썼다. 이후 1940년에 <재팬 애드버타이저> (The Japan Advertiser)와 합병되며 <재팬 타임스 앤 애드버타이저> (The Japan TImes and Advertiser)가 되었으며, 1943년에는 <니폰 타임스> (Nippon Times)란 이름을 쓰다가 1956년에 <재팬 타임스>로 되돌아왔다. 중간에 <니폰 타임스>라는 이름을 썼던 것은 태평양 전쟁 당시 일본에서 귀축영미이라 하여 영어로 된 명칭을 금했기 때문이었다.
1956년 제호 변경 후 외무관료 출신의 후쿠시마 신타로 (1907~1987)가 사장으로 부임하였다. 이후 1983년 니프코 그룹의 오가사와라 도시아키(小笠原 敏晶) 회장이 후쿠시마 재팬타임스의 주식을 니프코 그룹 측 주식과 교환하는 방식을 취하며 이사장에 올랐다. 이어 1985년에는 대표이사 사장에 취임하였으며, 창간 당시부터 이어져 내려오던 전통을 과감히 정리하는 작업에 나섰다. 오가사와라 도시아키 회장은 수십년간 회사를 이끌다 2016년 명예회장으로 남고 경영일선에서 물러났으며, 그해 11월 30일에 사망하였다. 오가사와라 회장의 딸인 오가사와라 유키코 (小笠原 有輝子)는 2006년부터 2012년까지 재팬타임스의 사장을 맡아왔으며 이후 내부직원 출신의 즈쓰미 다케하루가 사장으로 부임하였다. 이후 2016년 아버지의 사망으로 회장직을 물려받아 지금까지 자리에 있다.